# Термогенін
Термогенін, також UCP1 (англ. Uncoupling protein 1) — білок, який кодується геном UCP1, розташованим у людей на короткому плечі 4-ї хромосоми. Довжина поліпептидного ланцюга білка становить 307 амінокислот, а молекулярна маса — 33 005.
| 10         |  | 20         |  | 30         |  | 40         |  | 50         |
| ---------- |  | ---------- |  | ---------- |  | ---------- |  | ---------- |
| MGGLTASDVH |  | PTLGVQLFSA |  | GIAACLADVI |  | TFPLDTAKVR |  | LQVQGECPTS |
| SVIRYKGVLG |  | TITAVVKTEG |  | RMKLYSGLPA |  | GLQRQISSAS |  | LRIGLYDTVQ |
| EFLTAGKETA |  | PSLGSKILAG |  | LTTGGVAVFI |  | GQPTEVVKVR |  | LQAQSHLHGI |
| KPRYTGTYNA |  | YRIIATTEGL |  | TGLWKGTTPN |  | LMRSVIINCT |  | ELVTYDLMKE |
| AFVKNNILAD |  | DVPCHLVSAL |  | IAGFCATAMS |  | SPVDVVKTRF |  | INSPPGQYKS |
| VPNCAMKVFT |  | NEGPTAFFKG |  | LVPSFLRLGS |  | WNVIMFVCFE |  | QLKRELSKSR |
| QTMDCAT    |  |            |  |            |  |            |  |            |

A: Аланін

C: Цистеїн

D: Аспарагінова кислота

E: Глутамінова кислота

F: Фенілаланін

G: Гліцин

H: Гістидин

I: Ізолейцин

K: Лізин

L: Лейцин

M: Метіонін

N: Аспарагін

P: Пролін

Q: Глутамін

R: Аргінін

S: Серин

T: Треонін

V: Валін

W: Триптофан

Кодований геном білок за функцією належить до іонних каналів, що пропускають протони. Термогенін локалізований у внутрішній мембрані мітохондрії. Основна фізіологічна роль білка — генерувати тепло в процесі нескоротливого термогенезу.